# إيشيفا إبيلين (سيدة بيروت)
كانت إيشيف ديبلين (1253-1312) سيدة بيروت ذات السيادة خلال الفترة 1282-1312، وقد كانت ابنة جان ديبلين ‏ سيد بيروت (الذي توفي عام 1264)، وعضوةً في عائلة إبيلين المؤثرة.

## حياتها
تزوجت لأول مرة عام 1274 همفري دي مونتفورت ‏ قائد صور (الذي توفي عام 1284).

### سيدة بيروت
أصبحت سيدة بيروت بعد وفاة شقيقتها إيزابيل دي إيبلين في عام 1282.
بعد وفاة همفري تزوجت في عام 1291 من غي لوزينيان حاكم قلعة قبرص (الذي توفي عام 1302).
في عام 1291 قام الأمير الشجاعي -وهو جنرال مسلم في يعمل لصالح الأشرف خليل- بمسيرة في بيروت، وكان بها حامية صغيرة، اعتقدت إيشيفا أنها كانت آمنة لأنها وقعت هدنة مع قلاوون والد خليل، استدعى الشجاعي قادة الحامية وألقوا القبض عليهم، وعند رؤية القادة المعتقلين هرب السكان عن طريق البحر، فتم الاستيلاء على بيروت من قبل المسلمين في 31 يوليو، أمر الشجاعي بتدمير جدرانه وقلاعه وحول الكاتدرائية إلى مسجد.

### المدعي لدوقية أثينا
في عام 1308 مات ابن عم إيشيفا غي الثاني دي لا روش ‏ دوق أثينا بدون قضية تاركًا أزمة خلافة في الدوقية، سافرت إيشيفا إلى المورة في نفس العام للمطالبة بحقوقها في دوقية أثينا، كانت واحدة من اثنين من المطالبين باعتبارها ابنة عمة غي أليس، وكان منافسها والتر الخامس من برين ‏ كان ابن عمة غي إيزابيلا وهي أخت شابة لأليس، وعند عودتها من موريا غرقت سفينة إيشيفا، ونظرًا لأن أثينا كانت إقطاعة لإمارة أخايا فقد كان القرار بيد فيليب الأول من تارانتو ‏ أمير أخايا وسلطانه وشقيقه الأكبر روبيرتو نابولي، أحال الاثنان السؤال إلى محكمة أخايا العليا في عام 1309 التي اجتمعت في غلارنتزا وأعلنت أن ولي العهد والتر وبررت ذلك بأنه كان ذكرًا وجنديًا نشطًا وكان أكثر ملائمة للدفاع عن الدوقية، عند ذلك ناشدت إيشيفا بخيبة أمل مريم العذراء أمام مذبح القديس فرانسيس في غلارنتزا طالبةً أن يموت والتر والقضاة دون ورثة من الجثة إذا ما حكموا عليها خطأ، في الواقع عاشت إيشيفا فترة أطول من والتر الذي قُتل في معركة هولميروس في عام 1311، بينما هي توفيت في العام التالي في نيقوسيا ودُفنت هناك.

## القضية
مع همفري دي مونتفورت ‏ سيد صور (الذي توفي عام 1284) أنجبت ستة أطفال:
- ثلاثة أبناء وابنة واحدة، كلهم ماتوا صغارًا
- أموري دي مونتفورت (توفي 1304)
- روبن دي مونتفورت  [لغات أخرى]‏ (توفي 1313)

مع غي لوزينيان حاكم قلعت قبرص (توفي 1302) أنجبت طفلين:
- هيو الرابع  [لغات أخرى]‏ (1295-1359) ملك قبرص
- إيزابيل دي لوزينيان (مواليد 1298) التي تزوجت في 1322 من أوديس دي دامبير (الذي توفي عام 1330)